# Kontejnerový dopravní problém
Kontejnerový dopravní problém je upravený základní dopravní problém. Přeprava mezi dodavateli a odběrateli se realizuje pouze pomocí kontejnerů. Každý kontejner má kapacitu K jednotek. Jednotlivé náklady na přepravu se vztahují na kontejner jako celek. Náklady na přepravu jednoho kontejneru jsou stejné bez ohlednu na to, jestli je kontejner plný, nebo poloprázdný. Optimální řešení vede k tomu, aby jednotlivé kontejnery, které jsou přepravovány, byly využity pokud možno co nejvíce.

## Matematický model
Vychází z matematického modelu standardního dopravního problému. Předpokládá se, že součet kapacit dodavatelů je větší nebo roven součtu požadavků odběratelů.
- xij, i=1,2,...,m, j=1,2,..,n – objem přepravy (vyjádřený počtem přepravených jednotek zboží) mezi i-tým dodavatelem a j-tým odběratelem,
- yij, i=1,2,...,m, j=1,2,..,n – počet kontejnerů pro přepravu jednoho kontejneru mezi i-tým dodavatelem a j-tým odběratelem,
- cij, i=1,2,...,m, j=1,2,..,n – náklady na přepravu jednoho kontejneru mezi i-tým dodavatelem a j-tým odběratelem,
- ai, i=1,2,...,m – kapacita i-tého dodavatele,
- bj, j=1,2,..,n – požadavek j-tého odběratele,
- K - kapacita kontejneru.

### Účelová funkce
Vyjadřuje minimalizaci nákladů na přepravu všech kontejnerů. Omezující podmínky zabezpečují, aby nebyly překročeny kapacity dodavatelů a byly uspokojeny požadavky odběratelů. V porovnání s dopravním problémem jsou zde navíc pouze podmínky, které zajišťují dostatečný počet kontejnerů yij na přepravu xij jednotek. Je zde i podmínka, že počet kontejnerů musí vyjít jako celé číslo. Celý model lze zapsat:

Minimalizace

z = {\displaystyle \sum _{i=1}^{m}{\sum _{j=1}^{n}{c_{ij}y_{ij}}}}

Za podmínek

{\displaystyle \sum _{j=1}^{n}x_{ij}} {\displaystyle \leq } {\displaystyle a}i ,i=1,2,...,m,

{\displaystyle \sum _{i=1}^{m}x_{ij}} = {\displaystyle b}j ,j=1,2,...,n,

xij{\displaystyle \leq } {\displaystyle K}yij ,i=1,2,...,m, j=1,2,...,n,

xij {\displaystyle \geq } {\displaystyle 0},i=1,2,...,m, j=1,2,...,n,

yij - celé,i=1,2,...,m, j=1,2,...,n.